# Archaeocyon
Archaeocyon («perro primitivo») es un  género extinto de mamífero carnívoro perteneciente a la familia Canidae y la subfamilia Borophaginae. Habitó en la mayor parte de América del Norte durante el Oligoceno desde hace 33,3 hasta 26,3 millones de años; Archaeocyon existió por aproximadamente 7 millones de años.
Las especies de este género están entre las primeras pertenecientes a la familia Borophaginae; sin embargo, una especie del género Otarocyon apareció un poco antes.

## Taxonomía
Archaeocyon era un cánido pequeño y poco especializado. Su dentadura sugería una dieta más omnívora en comparación con su similar Hesperocyon. El esqueleto carece de la especialización de un animal corredor y se asemeja e su postura al de un plantígrado.
Solo algunas características de su dentadura lo asemejan a los demás miembros de Borophaginae y Caninae, siendo más cercano a la subfamilia basal Hesperocyoninae. La época en que existió el género Archaeocyon apoya la afinidad con la familia Borophaginae debido a que el primer miembro de Caninae apareció bastante antes.

## Morfología
Se calculó la masa corporal de dos especímenes. El primero de ellos se estimó en 1,43 kg de peso y el segundo en 1,49 kg.

## Especies
Se han descrito tres especies de Archaeocyon. Las dos primeras especies, A. pavidus y A. leptodus, difieren principalmente en tamaño, siendo A. leptodus más grande. La tercera especie, A. falkenbachi tiene el tamaño de A. leptodus y difiere de otras especies de Archaeocyon en su cráneo más corto y ancho.

## Géneros relacionados
Otarocyon, Oxetocyon, y Rhizocyon